# Си Цзиньпин
Си Цзиньпи́н (кит. трад. 習近平, упр. 习近平, пиньинь Xí Jìnpíng, палл. Си Цзиньпин; род. 15 июня 1953, Пекин, Китай) — китайский государственный, политический и партийный деятель, действующий генеральный секретарь ЦК Коммунистической партии Китая с 2012 года, председатель Китайской Народной Республики (КНР) с 2013 года, также председатель Центрального военного совета КНР (и КПК). Поскольку Си не только является главой государства, занимая пост председателя страны, но и занимает руководящие должности в партии и армии, иногда его называют «верховным лидером» Китая. В 2016 году партия официально присвоила ему титул «основного» лидера. Он является членом её руководящего органа, Постоянного комитета Политбюро ЦК КПК, с 2007 года. Си Цзиньпина называли самым влиятельным и популярным лидером Китая со времён Дэн Сяопина, а теперь называют наиболее влиятельным со времён Мао.
Прежде с 2008 года заместитель Председателя КНР и с 2010 года заместитель председателя Центрального военного совета. Член КПК с января 1974 года, кандидат в члены ЦК КПК 15-го созыва (с 1997 года), член ЦК КПК с 16-го созыва (с 2002 года), член Политбюро ЦК КПК и Постоянного комитета Политбюро ЦК КПК с 17-го созыва (с 2007 года). На посту генерального секретаря ЦК КПК является преемником Ху Цзиньтао.
Со времени прихода к власти Си принял широкомасштабные меры по усилению партийной дисциплины и обеспечению внутреннего единства. Его знаковая антикоррупционная кампания привела к падению известных занимавших посты и отставных должностных лиц. Си ужесточил ограничения на гражданское общество и усилил идеологический дискурс, выступая за интернет-цензуру в Китае как концепцию «сетевого суверенитета». Си призвал к дальнейшим рыночным экономическим реформам, управлению в соответствии с законом и укреплению правовых институтов с упором на индивидуальные и национальные стремления под лозунгом «Китайская мечта». Также Си отстаивает более твёрдую внешнюю политику, особенно в отношении китайско-японских отношений, претензий Китая в Южно-Китайском море и на роль ведущего сторонника свободной торговли и глобализации. Кредо его внешней политики — «дипломатия великой державы с китайской спецификой» (кит. 中国特色大国外交, пиньинь: Zhōngguó tèsè dàguó wàijiāo). Он стремится расширить евразийское влияние Китая через инициативу «Один пояс и один путь».

## Биография

### Происхождение и ранние годы
Родился 15 июня 1953 года в Пекине, по национальности — ханец. Его отец Си Чжунсюнь (1913—2002) был родом из уезда Фупин, провинция Шэньси; в 1930-е годы входил в число ближайших соратников Мао Цзэдуна, и после образования Китайской Народной Республики в 1949 году, занимал высшие посты в руководстве страны, вплоть до должности вице-премьера Госсовета в 1959—1962 годах, Си-младший является его третьим ребёнком от его второго брака с Ци Синь (род. 1926). Благодаря своему происхождению Си Цзиньпин причисляется к числу представителей внутрипартийной фракции (клана) «тайцзыдан», «партии принцев» — потомков крупных китайских партийных лидеров.
Детство Си Цзиньпина прошло в достатке, что определялось положением его отца, однако в 1962 году его отца обвинили в антипартийном заговоре. В 1965 году Си Чжунсюнь был выслан из Пекина в провинцию Хэнань, а в годы «культурной революции» (1966—1976) содержался под арестом. Репрессия постигла и его сына: в 1969 году Си-младшего отправили на «трудовое перевоспитание» в деревню уезда Яньчуань одной из беднейших провинций КНР — Шэньси. Там почти семь лет Си Цзиньпин жил на самом дне: его домом была пещера, тонкое одеяло на кирпичах было его кроватью, а ведро было его туалетом. Вспоминая о том периоде, Цзиньпин рассказывал, что ему приходилось терпеть борьбу с блохами, тяжёлый физический труд и постоянное одиночество. В прессе отмечали, что публикации о годах лишений Си Цзиньпина сформировали у китайцев представление о нём как о человеке, понимающем, чем живёт «простой китаец», благодаря чему на его стороне оказались симпатии простого народа.
СМИ со ссылкой на опубликованные порталом WikiLeaks материалы информатора американских дипломатов отмечали, что в ответ на репрессии Си Цзиньпин стал «краснее красного» и занялся политикой, приняв коммунистическую идеологию. В 1971 году Си Цзиньпин вступил в китайский Комсомол.
В начале 1970-х годов ему, как и детям других партийных чиновников, было разрешено вернуться. В 1974 году, несмотря на то, что его отец всё ещё сидел в тюрьме, Си Цзиньпин был принят в Коммунистическую партию Китая (КПК) и даже стал секретарём деревенской парторганизации. В 1975 году Си Цзиньпин поступил в престижный пекинский Университет Цинхуа на химико-технологический факультет. Окончив вуз в 1979 году, он некоторое время являлся секретарём канцелярий Госсовета и Центрального военного совета. К этому времени отец Си Цзиньпина вернулся из заключения и возобновил свою политическую деятельность в высшей когорте второго поколения лидеров страны под началом Дэн Сяопина, который в 1978 году возглавил страну: Си Чжунсюнь был назначен партийным руководителем, а затем одновременно и губернатором провинции Гуандун.

### Партийная карьера
В 1982 году Си Цзиньпин стал секретарём генерала Гэн Бяо, министра обороны (1981—1982) и соратника своего отца. Но затем он попросил направить его на работу в провинцию и в том же году стал заместителем секретаря комитета КПК уезда Чжэндин провинции Хэбэй.
В 1983 году Си был избран секретарём комитета КПК уезда Чжэндин, совместив эту должность с постом первого политического комиссара Народной вооружённой милиции того же уезда. Отмечалось, что в Чжэндине, знаменитом древними пагодами и монастырями, он сумел заметно повысить экономические показатели края и увеличить поступления в бюджет за счёт развития туристического потенциала уезда. В 1985 году Си Цзиньпин получил назначение в прибрежную провинцию Фуцзянь, где стал вице-мэром города Сямынь и членом постоянного комитета горкома КПК. Сямэнь являлся специальной экономической зоной, расположенной через пролив от Тайваня. В 1988 году Си стал секретарём комитета КПК округа Ниндэ провинции Фуцзянь и первым секретарём военного округа Фуцзянь Народно-освободительной армии Китая. В 1990 году он был назначен секретарём Фучжоуского (столица пров. Фуцзянь) городского комитета КПК (занимал этот пост до 1996 года), одновременно был председателем постоянного комитета Собрания народных представителей города. Оставался он и первым секретарём военного округа Ниндэ[уточнить]. Си Цзиньпин был делегатом XIV Всекитайского съезда КПК.
С 1993 года член посткома комитета КПК провинции Фуцзянь, и с 1995 по 2002 год Си Цзиньпин занимал посты заместителя секретаря комитета КПК и первого военного комиссара провинции Фуцзянь. В 1997 году он стал кандидатом в члены Центрального комитета КПК, в 1998 году был избран депутатом IX Всекитайского собрания народных представителей и входил в этот орган до 2003 года. Параллельно в 1998—2002 годах Си Цзиньпин учился в аспирантуре Университета Цинхуа на факультете гуманитарных наук по специальности «марксистская теория и идейно-политическое воспитание», он получил докторскую степень в области юриспруденции.
В 1999 году Си Цзиньпин был назначен исполняющим обязанности, а в 2000 году избран губернатором провинции Фуцзянь и занимал эту должность до 13 октября 2002 года. В прессе отмечалось, что благодаря пограничному положению провинции с островом Тайвань он сумел «наладить прочные экономические контакты с бизнесменами острова» и привлечь в провинцию значительные инвестиции.
В ноябре 2002 года на XVI съезде КПК новым Генеральным секретарём Центрального комитета КПК был избран Ху Цзиньтао. Это ознаменовало переход власти к «четвёртому поколению» руководителей КНР. На этом съезде Си Цзиньпин вошёл в состав Центрального комитета КПК.
В 2002—2003 годах Си Цзиньпин был исполняющим обязанности губернатора «богатой» провинции Чжэцзян, а с 2003 по 2007 год возглавлял постоянный комитет Собрания народных представителей провинции. Параллельно Си был заместителем секретаря (2002), а затем и секретарём комитета КПК (2003—2007), председателем национального комитета оборонной мобилизации провинции Чжэцзян, первым секретарём партийного комитета военного округа Нанкин (2002—2007). Отмечалось, что в Чжэцзяне Си Цзиньпин зарекомендовал себя как непримиримого борца с коррупцией.

### Член Политбюро
С марта по октябрь 2007 года возглавлял Шанхайский горком КПК. Назначение Си Цзиньпина в Шанхай произошло после громкого коррупционного скандала, завершившегося арестом его предшественника там Чэнь Ляньюя. По мнению китаеведа канд. фил. наук Евгения Румянцева, это назначение явилось результатом компромисса между генсеком Ху Цзиньтао и сторонниками экс-генсека Цзян Цзэминя. Александр Габуев отмечал, что уже к своему назначению в Шанхай Си Цзиньпин обходил Ли Кэцяна в плане преемничества первому лицу, Габуев также отмечал его связи среди военных (что отмечалось многими), репутацию в сфере отношений Пекина и Тайбэя. К XVII съезду КПК (октябрь 2007) Си Цзиньпин и Ли Кэцян указывались как главные претенденты на преемничество Ху Цзиньтао, запланированное на 2012 год (XVIII съезд КПК), как отмечал журнал «Эксперт»: «Ли считается протеже Ху Цзиньтао, Си — более компромиссной фигурой, которая в той или иной степени устраивает всех». В преддверии 17-го съезда Марк Завадский приводил слова известного гонконгского эксперта по Китаю Вили Лэма, что решение о том, кто будет преемником Ху Цзиньтао на посту генерального секретаря КПК, уже принято: «После серии консультаций решено остановиться на кандидатуре нынешнего партийного босса Шанхая Си Цзиньпина, который устраивает все основные фракции внутри КПК». Завадский также отмечал, что Ху Цзиньтао более желал бы видеть своим преемником Ли Кэцяна. На первом после съезда пленуме ЦК КПК 17-го созыва Си Цзиньпин вошёл в состав Постоянного комитета Политбюро и Секретариата ЦК КПК.
Помимо того, в 2007 году он стал в ЦК председателем группы по делам Гонконга и Макао, группы по партстроительству, заместителем председателя группы по внешней политике и группы по делам Тайваня; в декабре того же года он возглавил Партийную школу при ЦК КПК. Принимая в октябре 2007 года отставку Си Цзиньпина с должности главы Шанхайского горкома КПК, заведующий Орготделом ЦК КПК Ли Юаньчао объявил, что «руководство партии очень ценит работу товарища Си в Шанхае, однако ему предстоит заняться делами в масштабе всей страны».
На 1-й сессии Всекитайского собрания народных представителей 11-го созыва в марте 2008 года Си Цзиньпин являлся её исполнительным председателем и постоянным председателем Президиума сессии. На ней он был избран заместителем Председателя КНР. Наблюдателями с этого момента вопрос о преемнике действующего Ху Цзиньтао многими рассматривается как практически решённый, также отмечали, что он практически повторял все карьерные передвижения Ху. Так, например, с учётом будущего статуса Си Цзиньпина была выстроена программа его визита в Токио в декабре 2009 года, когда состоялись, с отступлением от протокола, полноформатные переговоры китайского представителя с главой кабинета министров, китайский гость был принят императором Японии.
Отмечалось, что имевшиеся у Си Цзиньпина «навыки антикоррупционной деятельности» были «очень успешно использованы» им «на заключительном этапе подготовки Олимпиады 2008 года» в Пекине (в частности, ему лично приписывалась борьба с воровством и взяточничеством при строительстве олимпийских объектов).
В октябре 2010 года на 5-м пленуме ЦК КПК 17-го созыва Си Цзиньпин был назначен заместителем председателя Центрального военного совета КПК, и в том же месяце ПК ВСНП назначило его зампредом ЦВС КНР.
17 января 2011 года заместитель председателя КНР Си Цзиньпин заявил, что первоочередной задачей внешнеполитической деятельности Коммунистической партии Китая является создание мирного и благоприятного международного климата для развития страны, в течение первых двадцати лет XXI века «во внешних делах первоочередная и самая главная задача заключается в обеспечении и успешном использовании важных стратегических шансов для Китая», — сказал он.
В сентябре 2012 года в прессу просочились слухи, что у Си случился сердечный приступ, этим объясняли его 11-дневное отсутствие на публике; однако спустя несколько дней после появления материалов СМИ на эту тему он принял участие в публичном мероприятии.

### Генеральный секретарь ЦК КПК, Председатель КНР

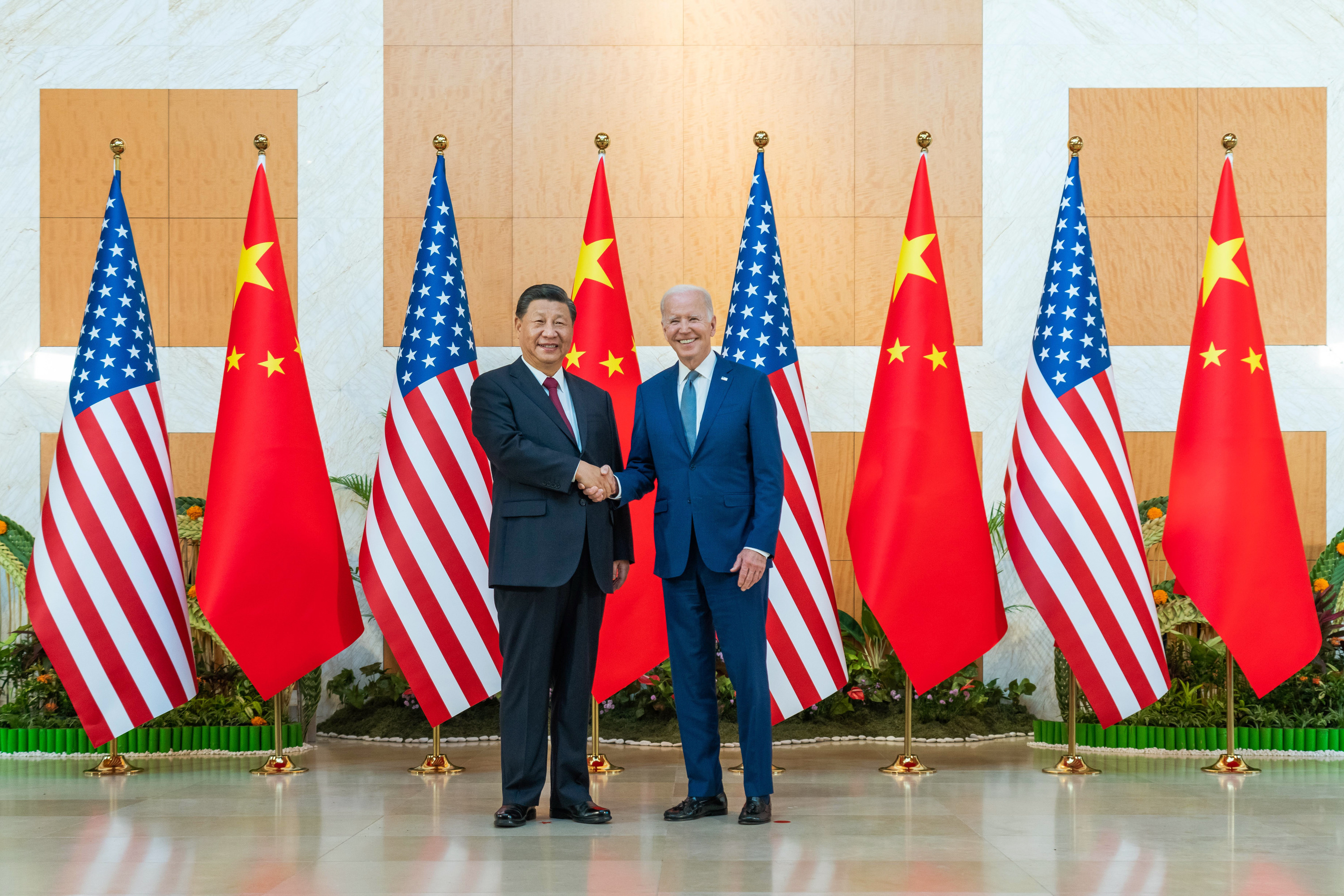
Си Цзиньпин и Джо Байден на саммите G20 в Индонезии, 14 ноября 2022 года

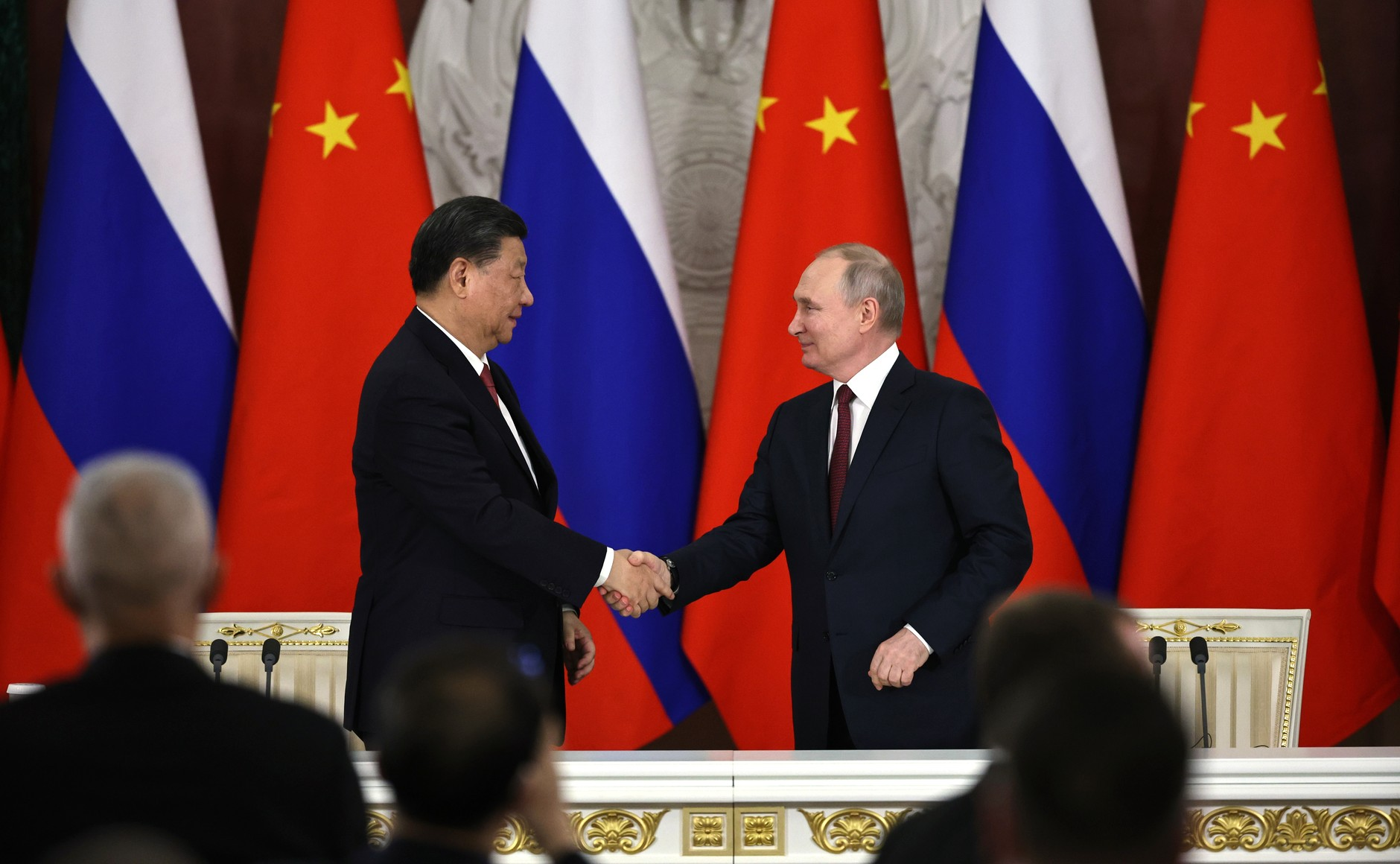
Визит Си Цзиньпина в Россию, 21 марта 2023 года

Как и ожидалось, в ноябре 2012 года на XVIII съезде КПК Ху Цзиньтао вышел из состава ЦК партии, а 15 ноября на пленуме ЦК КПК Си Цзиньпин был избран новым генеральным секретарём и председателем ЦВС компартии Китая.
29 ноября 2012 года в Национальном музее Китая (Пекин) он выдвинул концепцию Китайской мечты о великом возрождении китайской нации, которая легла в основу действующего социально-политического курса КНР.
14 марта 2013 года на пленарном заседании Всекитайского собрания народных представителей Си Цзиньпин был избран председателем КНР.
На XI пленуме 18-го созыва ЦК КПК, который состоялся в закрытой форме с 24 по 27 октября 2016 года, Си Цзиньпин получил статус «руководящего ядра», которого не имел его предшественник Ху Цзиньтао. Главный научный сотрудник Института Дальнего Востока РАН Яков Бергер считает, что Си может стать третьим лидером КПК с абсолютным авторитетом, как Мао Цзэдун и Дэн Сяопин.
23 октября 2017 года на XIX съезде компартии Китая председатель КНР Си Цзиньпин переизбран на пост генерального секретаря центрального комитета компартии Китая.
24 октября 2017 года на 19-м съезде КПК идея Си Цзиньпина о социализме с китайской спецификой в новую эпоху была официально внесена в Устав КПК. Впервые со времён Мао Цзэдуна это произошло до истечения сроков полномочий генсека ЦК. По степени влияния на страну Си Цзиньпин сравнялся с основателем КНР Мао Цзэдуном и Дэн Сяопином, а его идеи по уровню важности для КНР оказались сопоставимы с «марксизмом-ленинизмом, идеями Мао Цзэдуна, теорией Дэн Сяопина, важными идеями тройного представительства и научной концепцией развития».
11 марта 2018 года, на первой сессии ВСНП 13-го созыва была принята поправка в Конституцию КНР, в результате которой идея Си Цзиньпина о социализме с китайской спецификой в новую эпоху была официально включена в Конституцию КНР.

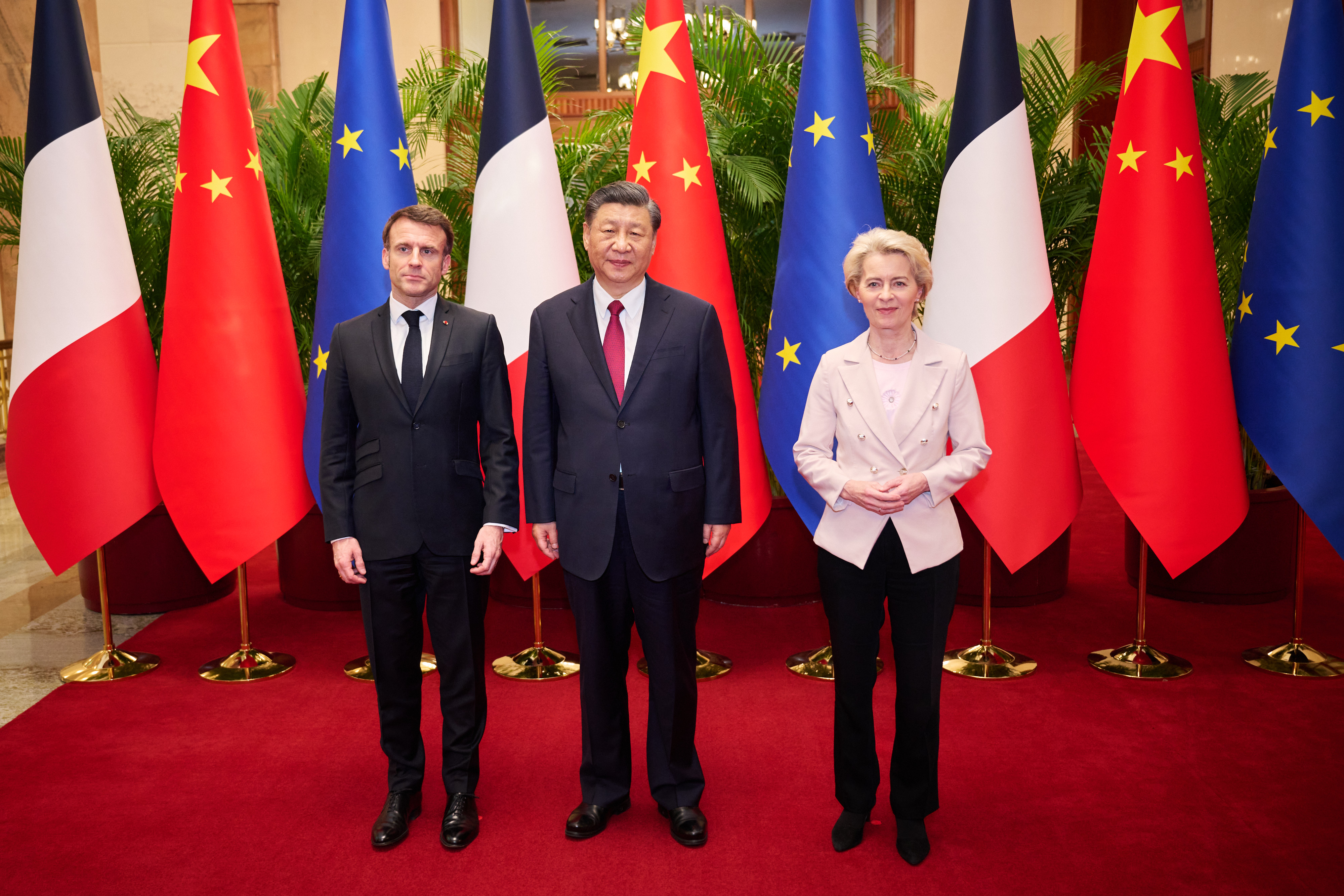
Эмманюэль Макрон, Си Цзиньпин и Урсула фон дер Ляйен на саммите в Китае, 6 апреля 2023 года

При Си Цзиньпине была развёрнута кампания по борьбе с коррупцией, которая коснулась как низового, так и высшего руководства. За 2018 год в Китае за коррупционные деяния к ответственности была привлечена 621 тыс. человек (из них 526 тыс. получили партийные взыскания).
23 октября 2022 года на первом Пленуме ЦК КПК XX созыва был в третий раз переизбран Генеральным секретарём ЦК КПК, став, таким образом, первым после Хуа Гофэна руководителем Коммунистической партии, не связанным ограничением на два срока полномочий.
10 марта 2023 года депутаты Всекитайского собрания народных представителей единогласно переизбрали главой КНР Си Цзиньпина, который, таким образом, стал первым в истории страны председателем, утверждённым на третий пятилетний срок.

## Личные качества и увлечения

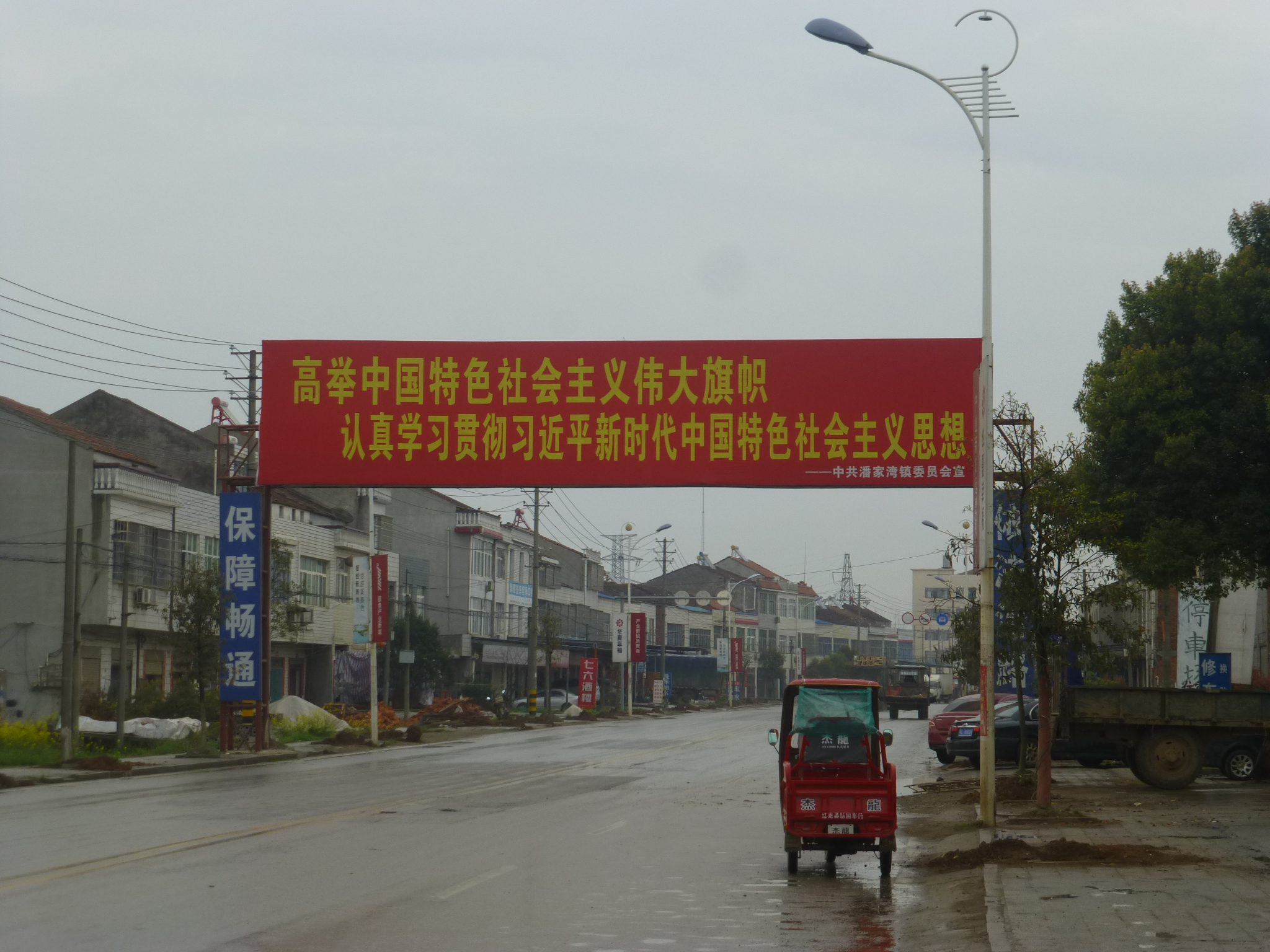
«Выше великое знамя социализма с китайской спецификой! Серьёзно изучать и воплощать в жизнь идеи Си Цзиньпина о социализме с китайской спецификой в новую эпоху!» Лозунг поселкового комитета КПК в деревне Сыи посёлка Паньцзявань, уезд Цзяюй пров. Хубэй

Си Цзиньпин однажды сказал, что самым большим его увлечением является чтение книг.
Упоминалось, что Си Цзиньпин любит футбол, имеет опыт занятий буддистскими боевыми искусствами и дыхательной гимнастикой цигун.
Неоднократно признавался в симпатиях к русской классической литературе, среди русских писателей выделял Ф. М. Достоевского, отмечал влияние, которое произвели на него эпические романы Л. Н. Толстого и М. А. Шолохова.
Упоминалось, что он хорошо знает английский язык. В разговоре с американским дипломатом сам политик говорил, что в искусстве его привлекают «чёткий взгляд на ценности, ясное различение между добром и злом», и то, что «добро обычно побеждает».
Си Цзиньпин неоднократно входил в рейтинги самых влиятельных людей мира, в частности, в те, которые составляли журналы «Forbes» и «Time». В 2018 году он возглавил список самых влиятельных людей мира по версии «Forbes», в течение предыдущих пяти лет входил в десятку наиболее влиятельных мировых персон.
В прессе отмечалось, что «за несколько десятилетий политической деятельности имя Си Цзиньпина ни разу не было связано с участием в коррупционных скандалах», и в этом вопросе он «абсолютно чист». Давая характеристику Си, в СМИ отмечали, что он «мудрый, целеустремлённый, уравновешенный, прагматичный и дальновидный политик».

## Запрет на критику
Критика главы государства в Китае пресекается цензурой, однако блогеры находят выход с помощью намёков и иносказаний. В частности, критики использовали образ Винни-Пуха из-за некоторого сходства с партийным политическим деятелем. В результате в интернете на территории Китая запрещены любые упоминания и изображения Винни-Пуха. В частности, в феврале 2019 года из китайского раздела сервиса Steam была удалена созданная тайваньской студией компьютерная игра «Devotion», в которой были замечены надписи, называющие Си Цзиньпина «слабоумным Винни-Пухом».
В 2021 году Всемирная организация здравоохранения пропустила букву кси греческого алфавита при выборе названия для нового штамма вируса SARS-CoV-2 из-за письменного сходства буквы с именем китайского лидера.

## Семья
В первой половине 1980-х годов Си Цзиньпин был женат на Кэ Линлин (кит. 柯玲玲), дочери посла Китая в Великобритании Кэ Хуа. По данным американских дипломатов, опубликованным порталом WikiLeaks, пара «жила в апартаментах в престижном районе Наньшагоу в западном Пекине, где они выясняли отношения практически каждый день». Кэ покинула страну и переехала жить в Англию.
С 1987 года второй женой Си Цзиньпина является знаменитая китайская певица Пэн Лиюань (кит. 彭丽媛) (род. 1962), начальник Академии искусств НОАК, бывший руководитель ансамбля песни и пляски Народно-освободительной армии Китая в чине генерал-майора. Она часто ездит по стране с концертами, является популярным исполнителем народных песен, и Си Цзиньпин до избрания в секретариат ЦК КПК в 2007 году «был однозначно менее известен в стране, чем его супруга»: «Ранее привлекал внимание журналистов только как муж известной в Китае певицы Пэн Лиюань», — отмечалось в статье о Си, опубликованной в 2007 году в журнале «Эксперт».
У Си и Пэн Лиюань есть дочь Си Минцзэ (кит. 习明泽). Она родилась 25 июня 1992 года в провинции Фуцзянь. В 2006—2008 годах изучала французский язык в средней школе. После окончания средней школы поступила в Гарвардский университет, по некоторым данным, под вымышленным именем, изучала английский язык и психологию.
После землетрясения в провинции Сычуань, Си Минцзэ работала волонтёром и оказывала пострадавшим помощь. Единственный раз появилась на публике в 2013 году, вместе с родителями и поздравила местных жителей с Китайским Новым годом.
Сёстры Си Цзиньпина проживают в Канаде и Австралии, а брат — в Гонконге.
По данным агентства «Bloomberg», Си Цзиньпин, его жена и дочь лично не владеют бизнесом, однако их ближайшие родственники очень богаты. Так, журналисты нашли у братьев, сестёр и других родственников Си доли в компаниях на 376 миллионов долларов, 18 процентов непрямых инвестиций в компанию по добыче редкоземельных металлов Jiangxi Rare Earth & Rare Metals Tungsten Group (стоимость всей компании оценивалась в 1,73 миллиарда долларов), а также 20,2 миллиона долларов вложений в публичную технологическую компанию Hiconics Drive Technology.

## Библиография

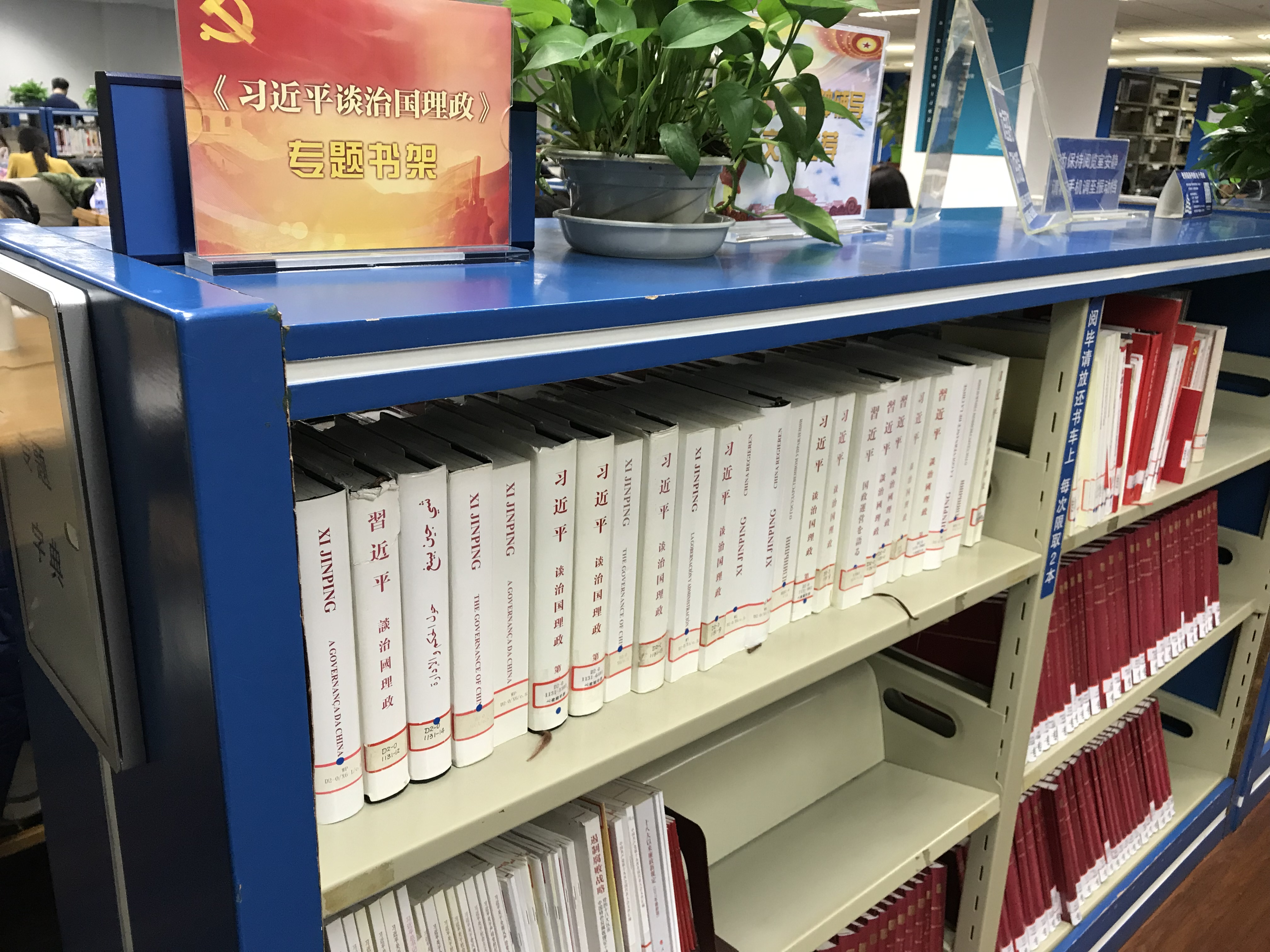
Книги Си Цзиньпина на китайском (упрощённые и традиционные иероглифы), русском, английском, арабском, испанском, немецком, португальском, французском языках в Шанхайской библиотеке (2019 год)

### Сборники
- Серия важных речей генерального секретаря Си Цзиньпина (I)[вд] = 习近平总书记系列重要讲话读本 (кит.). — 2014. — Т. 1.
- Серия важных речей генерального секретаря Си Цзиньпина (II)[вд] = 习近平总书记系列重要讲话读本 (кит.). — 2016. — Т. 2.

## Награды
- Золотой Олимпийский орден (МОК, 19 ноября 2013 года)[93].
- Кавалер Большого креста ордена Леопольда I (Бельгия, 30 марта 2014 года)[94].
- Большая лента ордена Освободителя (Венесуэла, 20 июля 2014 года)[95].
- Орден «Хосе Марти» (Куба, 22 июля 2014 года)[96].
- Орден Пакистана 1 класса (Пакистан, 21 апреля 2015 года)[97].
- Орден короля Абдель-Азиза (Саудовская Аравия, 19 января 2016 года)[98].
- Кавалер орденской цепи ордена Республики Сербии (Сербия, 18 июня 2016 года)[99].
- Орден «За укрепление мира и дружбы» (Беларусь, 29 сентября 2016 года) — за значительный личный вклад в развитие торгово-экономических, научно-технических гуманитарных связей между Республикой Беларусь и Китайской Народной Республикой, исключительные заслуги в укреплении дружеских отношений и сотрудничества между странами[100].
- Орден Святого апостола Андрея Первозванного (Россия, 3 июля 2017 года) — за выдающиеся заслуги в укреплении дружбы и сотрудничества между народами Российской Федерации и Китайской Народной Республики[101].
- Большая цепь ордена Звезды Палестины (Палестина, 18 июля 2017 года)[102].
- Орден Заида (ОАЭ, 20 июля 2018 года)[103].
- Кавалер Большого креста Национального ордена Льва Сенегала (Сенегал, 22 июля 2018 года)[104].
- Цепь ордена Освободителя Сан-Мартина (Аргентина, 2 декабря 2018 года)[105].
- Орден «Манас» I степени (Кыргызстан, 11 июня 2019 года) — за выдающийся вклад в укрепление всестороннего стратегического партнёрства между Кыргызской Республикой и Китайской Народной Республикой[106][107].
- Орден «Зарринточ» I степени (Таджикистан, 15 июня 2019 года)[108].
- Орден Золотого орла (Казахстан, 14 сентября 2022 года) — за особый вклад в укрепление и развитие двусторонних политических и экономических отношений между Республикой Казахстан и Китайской Народной Республикой[109].
- Орден «Олий Даражали Дустлик» (Узбекистан, 15 сентября 2022 года) — за огромный личный вклад Председателя Китая в укрепление многовековых уз дружбы и всестороннего стратегического партнёрства, углубление доверия и взаимопонимания, расширение экономических и культурно-гуманитарных связей между нашими народами[110].
- Кавалер ордена Южной Африки (ЮАР, 22 августа 2023 года)[111].
- Большая цепь Национального ордена Независимости (Камбоджа, 17 апреля 2025 года)[112].

## Комментарии
1. ↑  «Си Цзиньпин не входит в так называемую „комсомольскую группировку“, которая при Ху Цзиньтао стала важнейшим кадровым резервом партии, и, таким образом, его назначение не может рассматриваться как безоговорочная победа генсека ЦК КПК Ху Цзиньтао, а является компромиссом между ним и другими силами в высшем руководстве страны. Лидером этих сил обычно считают заместителя Председателя КНР Цзэн Цинхуна» («Российские Вести», 25 апреля — 01 мая 2007 № (15) 1865).
2. ↑  Как и Ху Цзиньтао в своё время в 1992 году: минуя членство в Политбюро и сразу первым по перечислению секретарём ЦК.